# Francia alkotmányos monarchia (1791–1792)
Az alkotmányos monarchia ((franciául) monarchie constitutionnelle) a Francia Királyság egyik rövid időszakában volt Franciaország államformája, az első olyan monarchikus politikai rendszer az ország történetében, amely alapja tulajdonképpeni alkotmány volt. 1791. szeptember 3-tól 1792. szeptember 21-ig tartott a francia forradalom hosszabb időszakán belül.

## Az alkotmányos monarchia létrejötte
Az 1789 előtti Franciaország abszolút monarchia volt. A király kezében volt úgy a törvényhozó, mint a végrehajtó hatalom. Volt egy, a magyar Rendi országgyűléshez hasonlítható nem állandó intézmény is, amelyet a király összehívott, amikor szükségét látta, ha az ország nehéz helyzetbe került. A Rendi gyűlésben három rend volt képviselve: a római katolikus klérus, a nemesség és az ún. harmadik rend, azaz a többi társadalmi réteg, főleg a polgárság. Mindegyik tartományban a rendek külön-külön választották meg képviselőiket erre szánt gyűléseken. Az országos szinten összegyűlt Rendi gyűlés konzultatív szerepet töltött be a király mellett, és a képviselők kérelmeket nyújthattak be a királynak a választóik részéről. 1789 előtt Rendi gyűlés utoljára 1614-ben volt.
A francia forradalom akkor kezdődött, amikor 1789. május 5-re XVI. Lajos király kénytelen volt összehívni a Rendi gyűlést az ország válságos helyzete miatt. Június 17-én a harmadik rend képviselői és néhányan a másik két rend képviselői közül általuk Nemzetgyűlésnek nevezett testületet hoztak létre. Június 20-án ennek tagjai letették az ún. labdaházi esküt Versailles-ban arra, hogy nem válnak szét addig, amíg nem alkotják meg a királyság alkotmányát. Július 9-én a Nemzetgyűlés Alkotmányozó Nemzetgyűlésre változtatta meg elnevezését.

### Az Alkotmányozó Nemzetgyűlés
E Gyűlés tagjai különböző politikai irányzatú csoportokhoz tartoztak, melyek nem képviseltek tulajdonképpeni politikai pártokat. Ilyenek a 20. század elején kezdtek létrejönni Franciaországban, viszont ezzel a Gyűléssel kapcsolatban jelentek meg a 21. században is használt „jobboldal”, „közép” és „baloldal” terminusok a politikai irányultságok legáltalánosabb jellemzésére, ugyanis így helyezkedtek el a csoportok a gyűlésteremben a Gyűlés elnökéhez viszonyítva.
Mindegyik csoportnak megvoltak a kiemelkedő személyiségei, akik szónokokként érvényesültek. Jobboldalon többnyire egyházi emberekből és nemesekből álló csoport helyezkedett el. Ők felvilágosult abszolutizmus hívei voltak, amely megtartotta volna a régi társadalmi hierarchiát. Ezt a csoportot Cazalès báró és Jean-Sifrein Maury apát képviselte.
Monarchiens-nek nevezték a jobbközép irányultságú képviselőket, akik angol típusú monarchiát szerettek volna, kétkamarás parlamenttel. Szószólóik között voltak Jean-Joseph Mounier és Pierre-Victor Malouët.
Balközépen az ún. „alkotmányosságiak” főalakja Mirabeau gróf volt. Mellette voltak többek között Talleyrand gróf és La Fayette márki. Ők egykamarás parlament hívei voltak, mivel attól tartottak, hogy egy felsőház léte az arisztokrácia újjáalakulásával járt volna.
Baloldalon a „hazafiak”-nak nevezettek legjelentősebb személyisége Antoine Barnave volt.
Volt néhány szélsőbaloldali, „demokraták”-nak nevezett képviselő is, mint Maximilien de Robespierre és Grégoire apát.
Eleinte a Gyűlést nem ismerte el a király, de július 15-én, a Bastille bevételének másnapján személyesen ment el a Gyűléshez, hogy tudassa vele a zavargások megszüntetésére kivezérelt csapatok visszavonását és azt a szándékát, hogy visszaállítja a Jacques Necker vezette kormányt, melyet előzőleg visszahívott. Ugyanakkor felszólította a Gyűlést, hogy vegye magára a rend helyreállítását.
A Gyűlés jogszabályokat kezdett elfogadni 1789. augusztus 4. kezdetével, amikor rendeletekkel eltörölte a hűbéri kiváltságokat, ami az ancien régime végét jelentette. Augusztus 26-án az Emberi és polgári jogok nyilatkozatának megszavazása következett, amely a majdani alkotmány bevezetője lett. Az alkotmány első cikkelyeit 1789 szeptemberében szavazták meg. Egy szeptember 11-én elfogadott cikkely értelmében a törvényeket a királynak kellett jóváhagynia, akinek vétójoga is volt, azaz két törvényhozási ciklus tartamára felfüggeszthette a törvények alkalmazását.
A Nemzetgyűlés megalakulása utáni politikai helyzet fejleményei nyomán megvalósult a népszuverenitás. Ezt a Gyűlés képviselte, amely a törvényhozó hatalommal rendelkezett, és ez különvált a végrehajtó hatalomtól, melyet a király gyakorolt. Az ő szerepe arra korlátozódott, hogy a törvényeknek alárendelt, a nemzet első köztisztviselője legyen. Ezek az elemek képezték a majdani alkotmányos monarchia csíráit.

### Az 1791-es alkotmány
A Gyűlés által kidolgozott alkotmány olyan elvekre alapult, mint a hatalmi ágak szétválasztása törvényhozóra, végrehajtóra és igazságszolgáltatásira, valamint a tulajdon mértéke adta állampolgári minőség. A törvények elfogadását cenzusos szavazással megválasztott Törvényhozó Nemzetgyűlés számára írta elő. Választójogot az ún. „aktív állampolgárok”-nak biztosított, azoknak a legalább 25 éves férfiaknak, akik legalább három munkanap értékével egyenlő adót fizettek. Helyi szinten ezeknek ún. „elsődleges gyűlések”-en kellett összeülniük, ahol száz-száz aktív állampolgárra egy-egy elektort választhattak meg. Ezeknek 150–200 munkanap értékének megfelelő jövedelemmel kellett rendelkezniük. Az elektoroknak a megyeszékhelyeken kellett összeülniük elektori gyűléseken, hogy megválasszák a Törvényhozó Nemzetgyűlés 745 tagját. Ezt nem oszlathatta fel a király.
A végrehajtó hatalom egy örökletes uralkodóra hárult, aki a nemzet küldöttének szerepét és a „franciák királya” címet kapta, valamint „sérthetetlennek és szentnek” volt nyilvánítva. Neki kellett a külpolitikát irányítania és a törvényeket jóváhagynia, bár vétójogával felfüggeszthette a hatályba lépésüket. Neki jutott a miniszterek kinevezése és visszahívása, és ezek neki tartoztak felelősséggel. A miniszterek nem lehettek a Nemzetgyűlés tagjai is. A törvényhozási hatalom az aktív állampolgárok által megválasztott bírókat illette.
Az alkotmány előírta az ország új közigazgatási-területi felosztását is 83 megyére, ezeket járásoknak megfelelő district-eknek nevezett egységekre, az utóbbiakat pedig kantonokra. Úgy a falusi, mint a városi helységeket közigazgatási szempontból „községek”-nek nevezte. A megyékben a végrehajtó hatalom egy nyolc tagú testületnek, a megyei szintű jogszabályok meghozása pedig egy 36 tagú tanácsnak jutott, melyet az elektori gyűlésnek kellett megválasztania. Az alkotmány előírta egy procureur général syndic című, a király képviseletét ellátó személy megválasztását is.

## Az alkotmányos monarchia időszaka

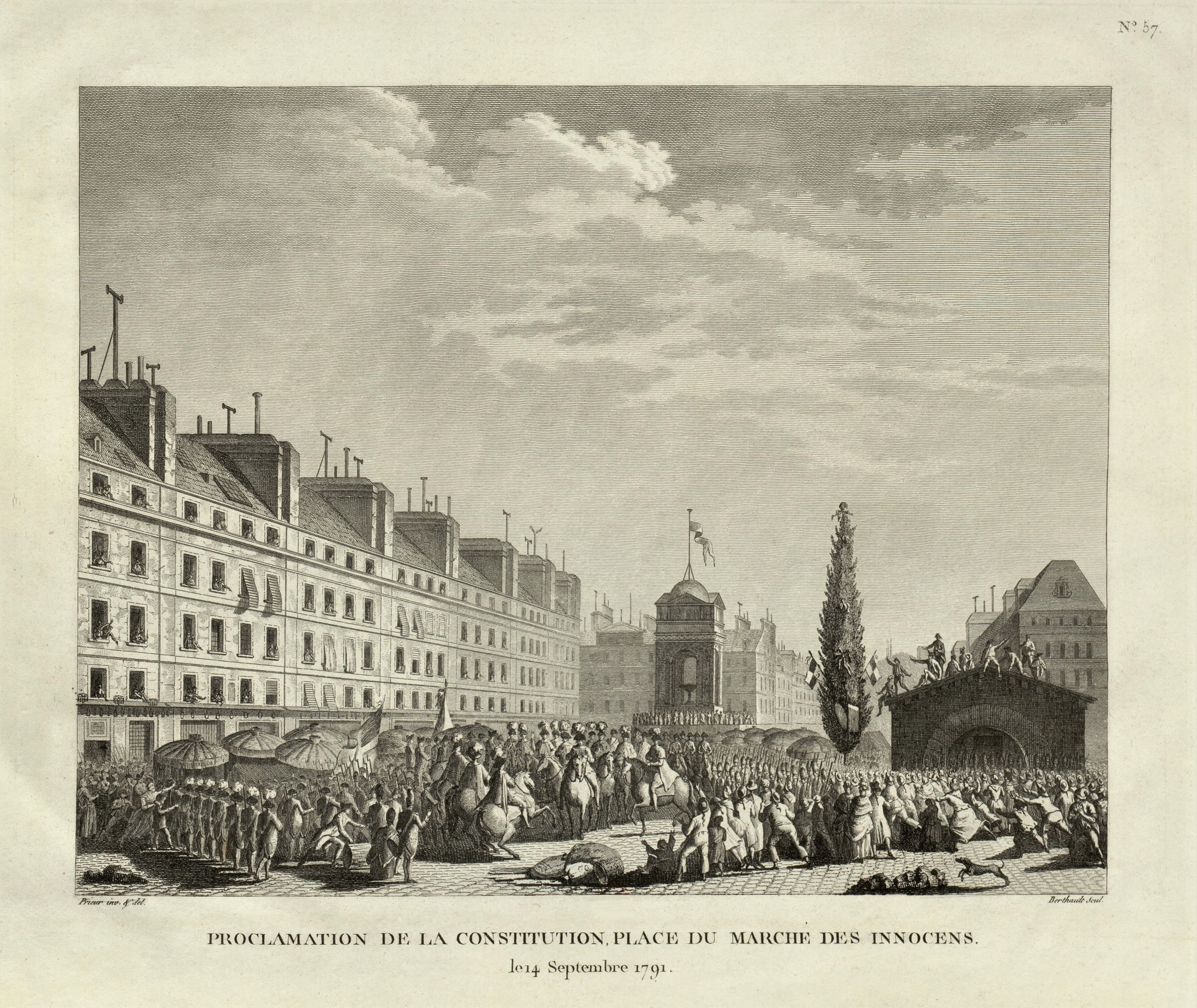
Az alkotmány kikiáltása 1791 szeptemberében

Az alkotmányos monarchia 1791. szeptember 3-án vette kezdetét az alkotmány kidolgozásának befejeztével. Szeptember 13-án a király elfogadta és másnap felesküdött rá.

### Politikai élet
A törvényhozási választások néhány nappal az alkotmány befejezése előtt, augusztus 29-én kezdődtek és szeptember 5-én fejeződtek be. Az Alkotmányozó Nemzetgyűlés szeptember 30-án oszlatta fel magát, a Törvényhozó Nemzetgyűlés pedig október 1-én kezdte meg tevékenységét.
Az Alkotmányozó Nemzetgyűlés úgy határozott, hogy tagjai ne lehessenek törvényhozási képviselők. Az új képviselők kevéssel a forradalom kezdete után megalakult politikai klubok tagjai voltak. Ezek volt kolostorok épületeiben gyűléseztek és megtartották azon szerzetesrendek nevét, amelyeké a kolostorok voltak. Az összes képviselő királyságpárti volt, de már nem bíztak XVI. Lajosban, amióta ez június 20–21-én megpróbált kiszökni az országból, és visszahozták Varennes-en-Argonne-ból Párizsba. Mégis nem értettek egyet az iránta elfogadandó attitűdöt illetően. Ebben a gyűlésben a jobboldaliak a Feuillantinus klub tagjai voltak, akik a király jogainak szigorú betartásáért szálltak síkra. Ők a forrdalmat befejezettnek tekintették. A baloldaliak, többségükben a Jakobinus klub tagjai még inkább korlátozni akarták a király hatalmát. Őket Jacques Pierre Brissot újságíró és Nicolas de Condorcet filozófus képviselte. A többi baloldali képviselő Gironde megyéből származott. Ők Madame Roland szalonjában gyűltek össze. Megyéjük nevéből származik a későbbi „girondisták” elnevezés. Szélsőbaloldaliak a Cordeliers klub meggyőződéses demokrata tagjai voltak. Középen a Marais-nak vagy „alkotmányosságiak”-nak nevezettek helyezkedtek el. Nekik nem volt meghatározott programjuk.

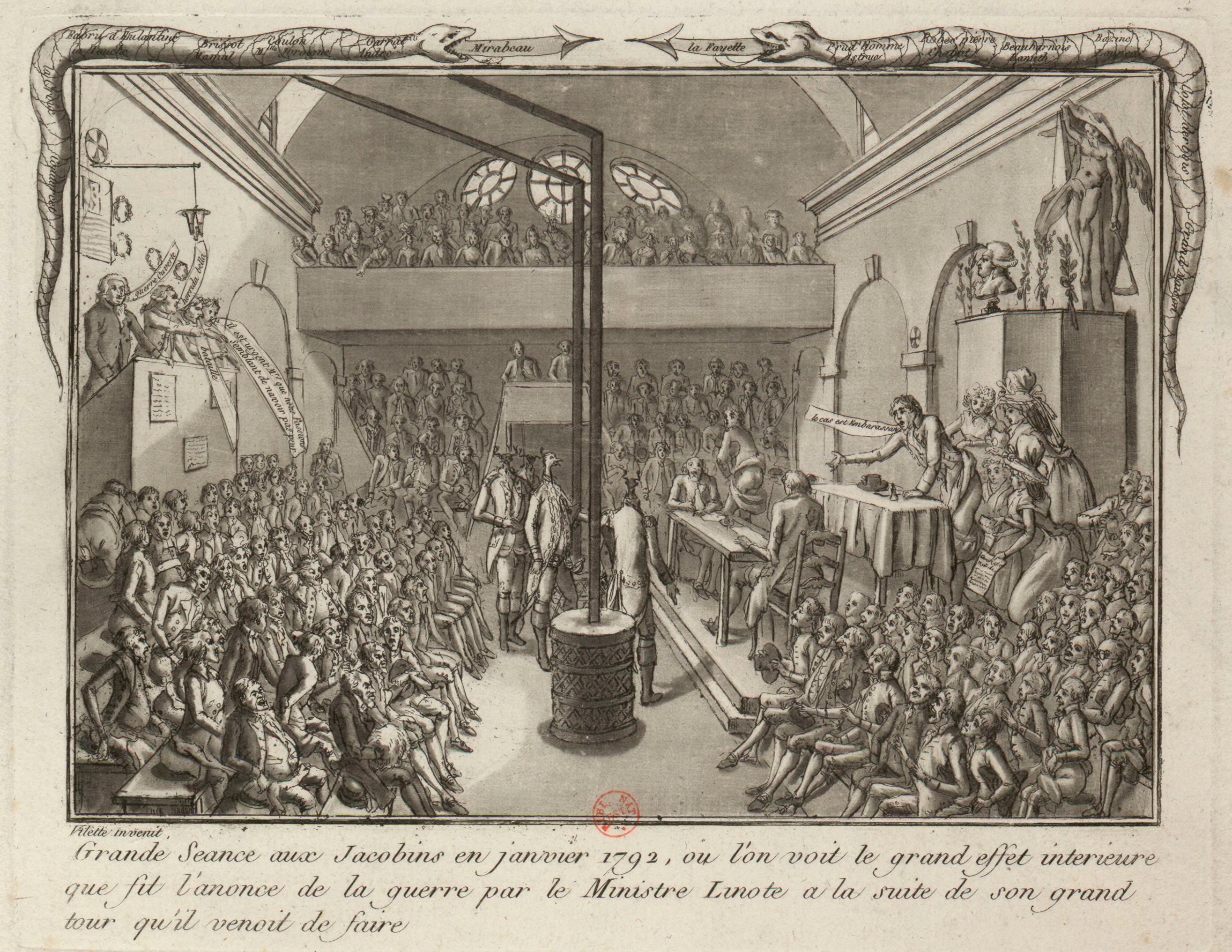
1792-ben zajló Jakobinus klubgyűlést ábrázoló monarchista szatirikus metszet

A Gyűlésen kívül a politikai élet a klubokban is zajlott. Ezek első emberei a megszűnt Alkotmányozó Nemzetgyűlés tagjai voltak. A Jakobinus klubnak, melynek fő embere Robespierre volt, 1200 tagja volt 1791-ben. Eleinte a Alkotmányozó Nemzetgyűlés legtöbb baloldali képviselője volt tagja, de miután létrejött a Törvényhozó Nemzetgyűlés, befogadott irodalmárokat, ügyvédeket, gazdag polgárokat is. 2000-nél több „népi társaság”-nak nevezett fiókja volt országszerte. Ez a klub monarchista volt, de ugyanakkor az általános választójog bevezetését követelte. Mivel tagjainak többsége szempontjából a király a rendszerhez való hozzáállása egyre gyanúsabb volt, 1792-re ez a klub a monarchia eltörlésének híve lett.
A Feuillantinus klub tagjai a jakobinusokból kivált mérsékeltek voltak, és Barnave volt alkotmányozó állt az élükön. Fontos szerepe volt a Törvényhozó Nemzetgyűlés kezdetének idején, de hamar meghaladták befolyását.
A Cordeliers klub, melyet Georges Jacques Danton ügyvéd alapított Emberi és Állampolgári Jogok Társasága néven szerényebb társadalmi helyzetű emberekből állt. Kispolgárok, boltosok és iparosok alkották, valamint néhány munkás. Neves tagjai Jean-Paul Marat és Camille Desmoulins újságírók voltak. Úgy a Jakobinus klub, mint a Feuillants klub ellenfele volt, a demokráciáért a legradikálisabban szállva síkra, és egyre inkább köztársaságpartiként nyilvánult meg.
1790 júniusa óta Párizs 48 forradalmi városrészre volt felosztva a régi negyedek helyett. Elsődleges választó gyűléseikkel és rendőrségi hatáskörrel is rendelkező bizottságaikkal a népszuverenitást képviselték. Petíciókat, beadványokat és határozatokat adtak ki.
XVI. Lajos az alkotmányt akarata ellenére fogadta el és szembeszállt a Törvényhozó Nemzetgyűléssel. Titokban az ez által bevezetett rendszer ellen volt még mindig és régi hatalma visszaállítása érdekében tevékenykedett. 1791 októberében–novemberében háromszor használta vétójogát, azaz nem hagyott jóvá törvényhozási rendeleteket. Az elsőt október 31-én szavazták meg. Ez felszólította az emigráns Provence grófját, a majdani XVIII. Lajost, hogy térjen vissza az országba, mert ha nem teszi, megfosztják a koronához való jogától. A második, november 9-én elfogadott rendelet az összes emigráns ellenforradalmár visszatérését követelte két hónapon belül. Megfenyegették őket, hogy ellenkező esetben összeesküvés vádja alapján vagyonelkobzás és halálbüntetés vár rájuk. Ezt a rendeletet az indokolta, hogy a Rajna képezte határon emigránsokból álló hadsereg gyűlt össze. A harmadik, november 29-i rendelet azokra a papokra vonatkozott, akik nem esküdtek fel az 1790. július 12-én az Alkotmányozó Nemzetgyűlés által elfogadott A klérus polgári alkotmányára, mely a papokat állami tisztviselőkké tette. Azzal fenyegette meg őket, hogy zendülőkké lesznek nyilvánítva, ha nem teszik le az esküt nyolc napon belül.

### Események
Az alkotmányos monarchia idején Franciaország ugyanannyira volt zaklatott, mint a forradalom kezdete óta.
Az ellenforradalom jelen volt több tartományban, ahol a hatóságok által elfojtott lázadások törtek ki: Dél-Keleten, Felső-Provence-ban, Dauphinéban, Bretagne-ban, Vendée-ban. Összecsapások voltak falun, de olyan városokban is, mint Arles vagy Avignon.
A zavargásokat gazdasági és társadalmi válság is okozta. Az 1791-es termés elég gyenge volt egyes régiókban, és az árak megnövekedtek 1791–1792 telén, tavaszra elérve a legmagasabb szintet, az infláció úgyszintén. Egyes párizsi mesterségeket és a normandiai fémipart munkanélküliség sújtotta. Télen Párizsban cukor-, kávé- és szappanhiány keletkezett, és zavargások törtek ki, melyek olyan boltok kifosztásával jártak, ahol felhalmozták ezeket az árak felverése végett. Vidéken, Franciaország északi felén falusiak ezrével mentek felfegyverkezve a vásárokba, hogy rákényszerítsék a kereskedőket a gabona és a kenyér árának maximalizálására. Az ország déli részén egész régiókban gyújtották fel a nemesek kastélyait.
A fentiekhez hozzájött a háború is. Más-más okból kívánták a háborút ellentétes politikai álláspontú csoportok. Mária Antónia királyné katonai beavatkozást kérő leveleket küldött Bécsbe, arra számítva, hogy vagy vereséget szenved Franciaország, és akkor vissza lesz állítva az ancien régime, vagy győz, és akkor a király helyzete megerősödik. Már létezett is 1791. augusztus 27-e óta a pillnitzi nyilatkozat, melyben II. Lipót, a Német-római Birodalom császára, Ausztria uralkodó főhercege, Magyarország és Csehország királya stb. és II. Frigyes Vilmos porosz király kifejezték azt az akaratukat, hogy egyesítsék erőiket a francia monarchia megvédése érdekében. 1792. február 7-én a két uralkodó szövetséget kötött Franciaország ellen. A baloldaliak nagy része is háborút akart, hogy megerősítse a forradalmat az országon belül és terjessze ki határain túl, a királyok ellen általában. Brissot úgy hitte, hogy a háború XVI. Lajost arra fogja kényszeríteni, hogy a forradalom ellenségeként leplezze le magát, és hogy Franciaország győzni fog, mivel hívására az összes nép fel fog lázadni a zsarnokok ellen. Ellenben Robespierre háború ellenes volt, legalábbis egyelőre, mert tudta, hogy Franciaország nincs rá felkészülve, és azt kérte, hogy a rendszer inkább a belső ellenségeire koncentráljon. Attól is tartott, hogy ha esetleg mégis Franciaország győzne, a visszatérő hadsereg parancsnoka diktátorrá válna.
A háború kirobbantásának egyik ürügye a Német-római Birodalom birodalmi gyűlésével való konfliktus volt, ugyanis ez kiállt azon német fejedelmek mellett, akiknek birtokaik voltak Elzászban, és 1789. augusztus 4-én az Alkotmányozó Nemzetgyűlés megfosztotta őket a hűbéri jövedelmeikhez való joguktól. Egy másik ürügy II. Lipót egyik jegyzéke volt, amely katonai beavatkozást tett kilátásba, ha Franciaország újból fenyegetné a trieri választófejedelmet. Ennek területén voltak francia emigráns ellenforradalmárok gyülekezetei, de a fejedelem már felszámoltatta ezeket a császár kérésére. A Törvényhozó Nemzetgyűlés ultimátumot küldött II. Lipótnak, aki éppen akkor, 1792. március 1-én elhunyt, és fia, II. Ferenc lépett helyébe. Ő elszántabb volt Franciaország ellen, mint apja. Az új császár jegyzékkel válaszolt az ultimátumra, amelyben arra szólította fel Franciaországot, hogy állítsa vissza a német fejedelmek elzászi birtokaik utáni hűbéri jövedelmekhez való jogukat, és hogy adja vissza Avignont a római pápának, ugyanis ezt Franciaország 1791 szeptemberében magához csatolta.
Márciusban a király háborúpárti girondistákkal helyettesítette a békepárti minisztereket. II. Ferenc jegyzéke április 15-én érkezett meg, és április 20-án XVI. Lajos javaslatára a Nemzetgyűlés hadat üzent „Magyarország és Csehország királyának” címezve, azért így, hogy jelezze, nem a Birodalommal akar háborúzni.
A háború rosszul kezdődött Franciaország számára. Nem tudta megakadályozni a pillnitzi nyilatkozat betartását, tehát a Porosz Királyság hadba lépését, Anglia visszautasította Franciaország szövetségi ajánlatát, a hadsereg pedig szervezetlen és fegyelmezetlen volt. Nem volt elég tisztje, mivel a legtöbb emigrált.

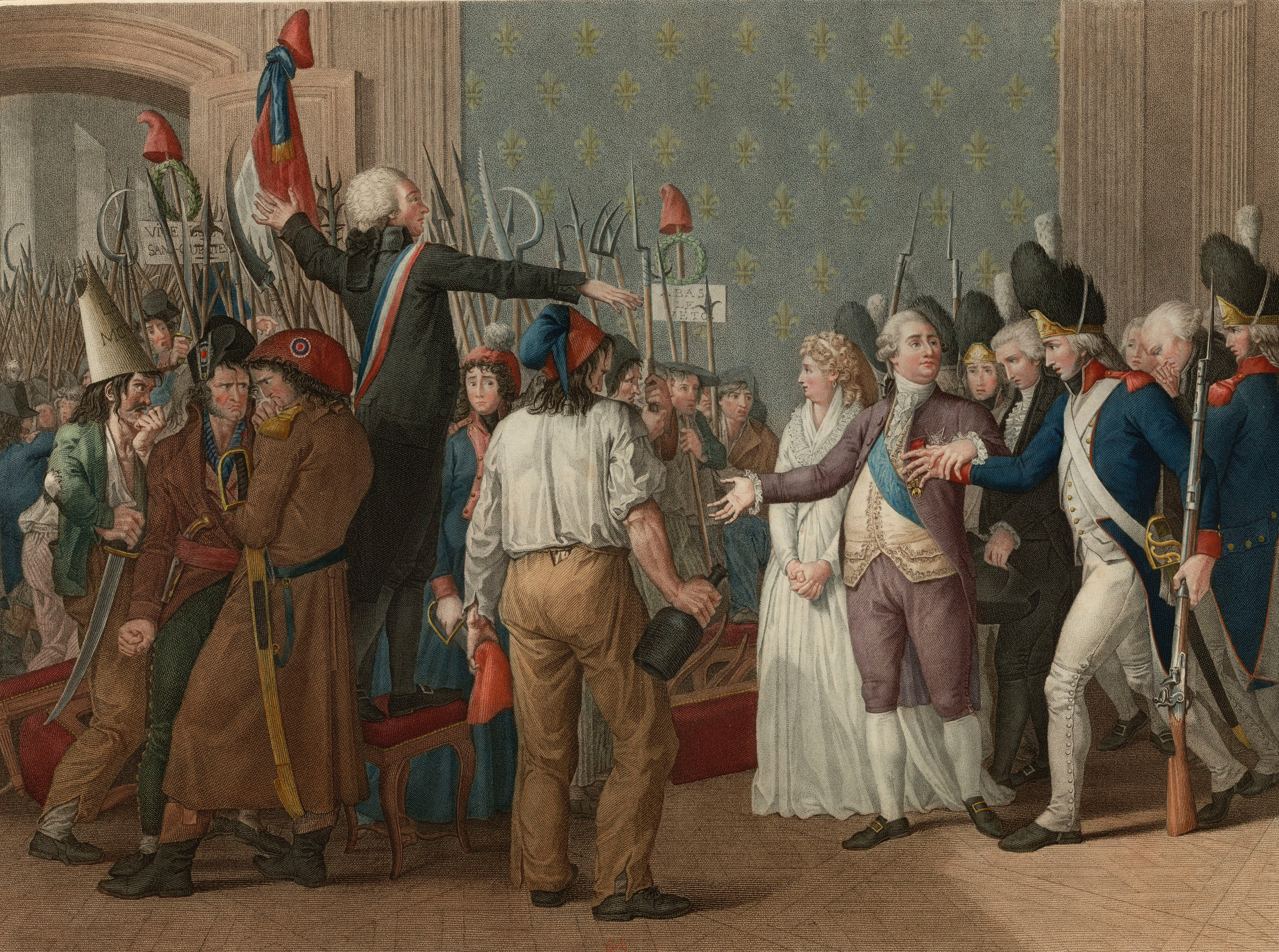
Szembesülés tüntetők és XVI. Lajos között a Tuileriákban, 1792. június 20-án

A Nemzetgyűlés három rendelettel remélte javítani a helyzetet: május 20-án a királyi őrség a határra küldésére vonatkozóan; május 27-én az esküt megtagadó papok deportálásáról azzal a váddal, hogy zavargásokat keltenek; június 8-án 20 000 vidéki önkéntes (ún. „föderált”) Párizsba való hívásáról július 14-ére, a Föderáció ünnepére (innen a „föderáltak” elnevezés), és az önkéntesek azutáni letáborozásáról Soissons-ban. A király vétójogával élt az utóbbi két rendelet esetében, a harmadikéban azért, mert attól tartott, hogy a föderáltak őellene fognak fordulni. Június 12-én visszahívta a girondista minisztereket azzal, hogy ők a felelősek a rossz helyzetért, de a Nemzetgyűlés bizalmat szavazott nekik.
Június 20-án a forradalmi klubok Jérôme Pétion de Villeneuve párizsi polgármester rejtett közreműködésével tüntetést szerveztek. A tüntetők behatoltak a Tuileriák palotájába, néhány órán át meneteltek ide-oda a király előtt, egy csoportjuk beszorította egy ablakmélyedésbe, sértegette és azt követelte, hogy vonja vissza vétóját, de ő nem engedett. Végül estére Pétion elérte, hogy a tüntetők hagyják el a palotát.
A helyzet súlyosbodott. A Károly braunschweigi herceg vezette porosz–osztrák csapatok és a francia emigránsok serege a lotharingiai határnál voltak. Julius 11-én a Nemzetgyűlés minél több önkéntest hívott össze az egész országból és elrendelte az összes fegyver és lőszer begyűjtését. Hazafias forradalmi szellem hatalmasodott el az országban. Az önkéntesek (föderáltak) Párizsba indultak és ott gyülekeztek. Akkor lehetett Párizsban hallani először a marseilles-iaktól a Harci dal a rajnai hadsereg számára című indulót, amelyet később La Marseillaise-nek neveztek el. Július 25-én a párizsi városrészek bizottságai állandóan kezdtek ülésezni. Ezeket hivatalosan „passzív állampolgárok”-nak nevezettek vették hatalmukba, olyanok, akik nem töltötték be a választójog birtoklására előírt anyagi feltételeket. A városrészeket a vidéki föderáltak támogatták. Július 30-án a Théâtre-Français városrészben bevezették az általános választójogot.
Amikor hozzájutott a június 20-i tüntetés híre, a braunschweigi herceg kiáltványt adott ki, amelyben megtorlást helyezett kilátásba a főváros ellen, ha a király és családja erőszakot vagy sértést szenvednek. A kiáltvány augusztus elején lett közismertté Párizsban és felhevítette a forradalmi szellemet. A 48 városrészből 47 a király trónfosztását kérte. Ezt a kérést Pétion polgármester augusztus 3-án tudatta a Nemzetgyűléssel, mely augusztus 9-re halasztotta el döntését.

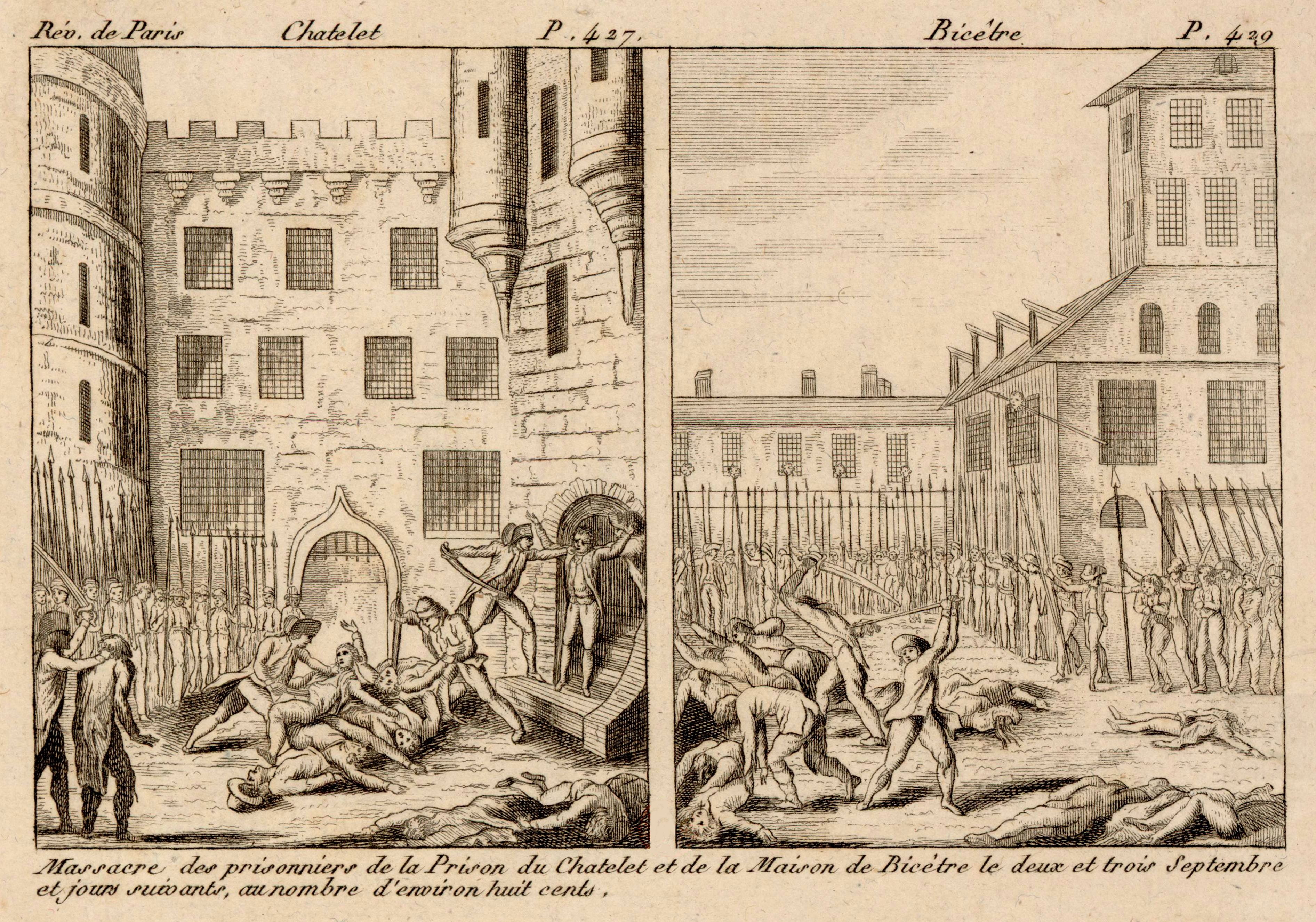
1792. szeptemberi mészárlások

Az augusztus 9-ről 10-re virradó éjszakán felkelés robbant ki. A Jakobinus klub és a Cordeliers klub legradikálisabb tagjainak támogatásával a városrészek biztosokat küldtek Párizs városházába, akik forradalmi városi tanácsot (kommünt) alkottak az addigi városi tanács helyébe. A kommün vezette augusztus 10-én a felkelők műveleteit. Bretagne-i és marseilles-i föderáltak, a nemzetőrség egyes tagjai és munkások serege a Tuileriákhoz ment és elzárta a kijáratait. A palotát a király svájci őrségének két zászlóalja (900 ember) védte és több nemes. A király és családja a Nemzetgyűléshez menekült. Csata kezdődött, mely addig tartott, ameddig a király küldönc útján tüzet szüntess-t parancsolt az őrségnek. A felkelők elfoglalták a palotát. Kb. 400 halottjuk volt, de sok svájci őrt is lemészároltak. A Nemzetgyűlés egyelőre védte a királyt, de felfüggesztette hatalmát és hattagú ideiglenes végrehajtó tanácsot nevezett ki, mely fő figurája Danton volt. Ugyanakkor a Nemzetgyűlés elhatározta, hogy általános választójoggal Nemzeti Konvent lesz megválasztva, melynek feladata új alkotmány kidolgozása lesz. Augusztus 13-án a Nemzetgyűlés átadta a királyt a kommünnek, és ez bebörtönözte.
Az alkotmányhoz hű La Fayette a hadsereg egy részének parancsnoka volt a határon. Megpróbált Párizsba indulni, hogy megmentse a monarchiát, de katonai nem akarták követni. A Nemzetgyűlés elrendelte vád alá helyezését, és ő augusztus 19-én dezertált. A braunschweigi herceg csapatai behatoltak Franciaországba és augusztus 23-án elfoglaltált Longwyt, majd 30-án Verdunt.
Párizst félelem fogta el és gyűlölet a feltételezett árulók ellen, akik a hadsereg kudarcait okozták volna. Verdun elestének híre szeptember 2-án sok fogoly lemészárlását váltotta ki. Ezt a legradikálisabb köztársaságpártiak szították, mint Marat, és az ideiglenes végrehajtó bizottság nem állította meg. Szeptember 6-ig tartottak a mészárlások. 1090 és 1395 lehetett az áldozatok száma: papok, akik megtagadták az előírt eskütételt, arisztokraták, de köztörvényes bűnözők, prostituáltak és elmebetegek is.

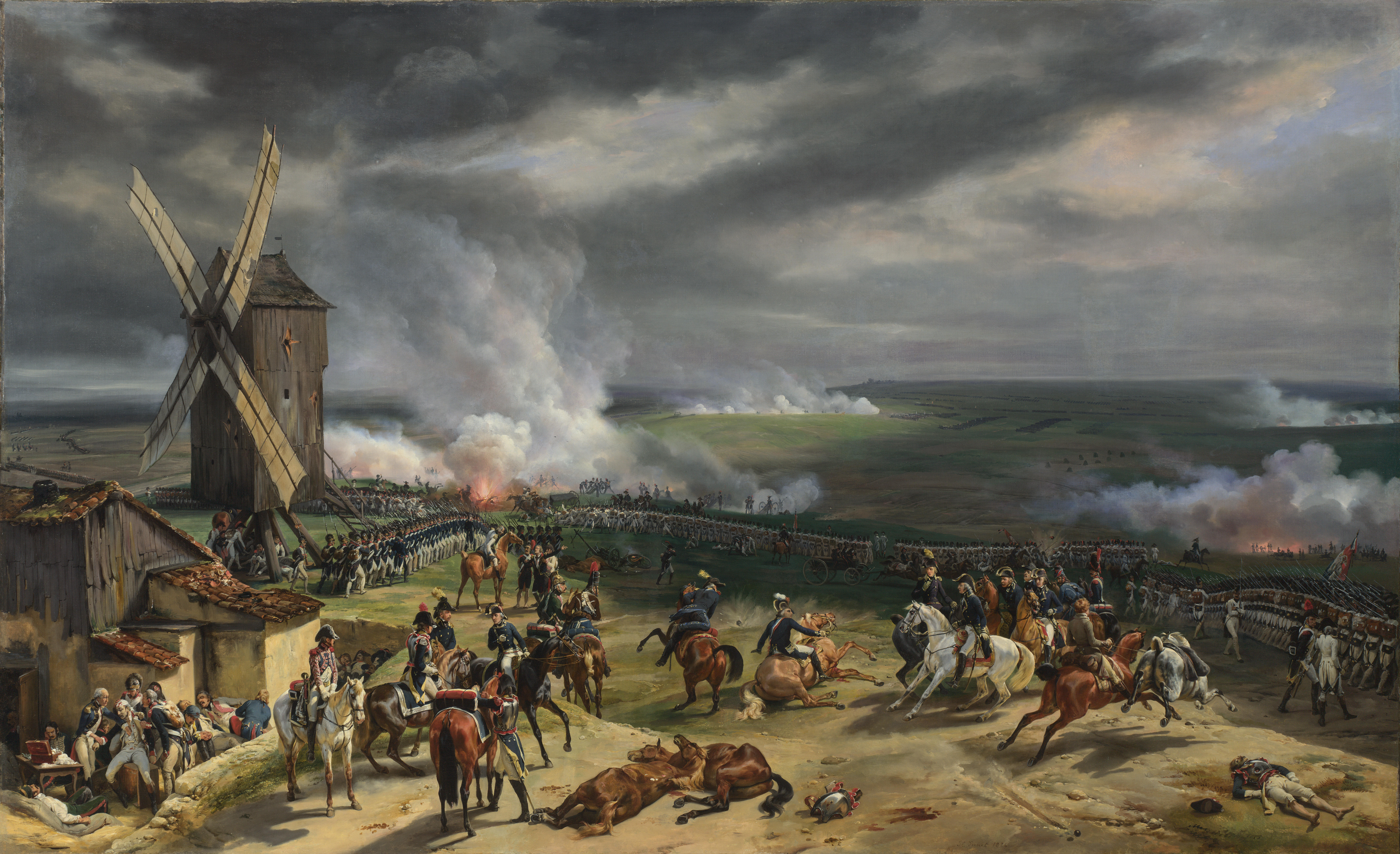
Az 1792. szeptember 20-i valmyi csata

Közben lezajlott a Konvent küldötteinek megválasztása két fokon. Az elsődleges választó gyűlések augusztus 26-án gyűltek össze, a megyei választó gyűlések pedig szeptember 2-án. A választások szeptember 19-ig tartottak és nem voltak szabályosak: több megyében nem tartották be a szavazás titkosságát és a forradalmárok nyomást gyakoroltak a mérsékelt választókra, ezért 7 000 000-ból 6 300 000 választó nem szavazott.
Szeptember 20-án a lelkes önkéntesekkel felerősített Dumouriez és Kellermann tábornokok vezette francia csapatok legyőzték a valmyi csatában a braunschweigi herceg csapatait, melyek anélkül vonultak vissza, hogy igazából vállalták volna a harcot.
Ugyanazon a napon a Törvényhozó Nemzetgyűlés utoljára gyűlt össze és elrendelte a házastársak válásának lehetőségét, valamint a polgári anyakönyvezés bevezetését.
Szeptember 21-én a Konvent átvette a Nemzetgyűlés helyét és kimondta a monarchia eltörlését. Ezzel Franciaország egyelőre csak de facto köztársaság lett.